# Toronia toru
Toronia toru là một loài thực vật có hoa trong họ Quắn hoa. Loài này được (A. Cunn.) L.A.S. Johnson & B.G. Briggs miêu tả khoa học đầu tiên năm 1975.